# Axel Fischer
Pour les articles homonymes, voir Fischer.
Axel Eduard Fischer (né le 5 mai 1966 à Karlsruhe) est un homme politique allemand membre du partir démocrate-chrétien (CDU).
Il préside le groupe parlementaire du Parti populaire européen à l'Assemblée parlementaire du Conseil de l'Europe.
Le Bundestag vote en mars 2021 la levée de l'immunité parlementaire d'Axel Fischer, le député étant accusé, avec d'autres parlementaires de la CDU, d’avoir touché des pots-de-vin de la part de l'Azerbaïdjan.